# Calicium contortum
Calicium contortum är en lavart som beskrevs av F. Wilson 1889. Calicium contortum ingår i släktet Calicium och familjen Caliciaceae.   Inga underarter finns listade i Catalogue of Life.